# Vojaška akademija vojaške zračne obrambe Vasiljevski
Vojaška akademija vojaške zračne obrambe im. A. M. Vasiljevski (rusko ; kratko le Vojaška akademija vojaške zračne obrambe Vasiljevski) je bila vojaška akademija (univerza za podiplomski študij) Sovjetske zveze; delovala je med letoma 1977 in 1990. Na njej so se izobraževali višji zračnoobrambni častniki.
Poimenovana je bila po Aleksandru Mihajloviču Vasiljevskem.